# Кирик, Иван Васильевич
Иван Васильевич Кирик (1911-1943) — старшина Рабоче-крестьянской Красной Армии, участник Великой Отечественной войны, Герой Советского Союза (1944).

## Биография
Иван Кирик родился 2 июля 1911 года в селе Новосёлки-Днепровские (ныне — Вышгородский район Киевской области Украины). Окончил сельскую школу, после чего работал в колхозе. С 1939 года — на службе в органах НКВД СССР, работал участковым 66-го отделения милиции Москвы. В сентябре 1943 года Кирик был направлен на фронт Великой Отечественной войны, назначен командиром отделения 239-го гвардейского стрелкового полка 76-й гвардейской стрелковой дивизии Центрального фронта. Отличился во время освобождения Черниговской области Украинской ССР.
16 сентября 1943 года Кирик участвовал в своём первом бою за село Толстолес. В том бою он получил ранение, но продолжал сражаться, уничтожив танк противника. В ночь с 28 на 29 сентября 1943 года в районе Любеча отделение Кирика участвовало в прорыве немецкой обороны. В ожесточённой рукопашной схватке Кирик лично уничтожил несколько вражеских солдат. Когда он увидел, что один из немецких солдат нацелился штыком на командира взвода, он бросился вперёд и закрыл его собой, пожертвовав своей жизнью, но сохранив жизнь командира. Похоронен в братской могиле в селе Мысы Репкинского района Черниговской области Украины.
Указом Президиума Верховного Совета СССР «О присвоении звания Героя Советского Союза генералам, офицерскому, сержантскому и рядовому составу Красной Армии» от 15 января 1944 года за «образцовое выполнение боевых заданий командования по форсированию реки Днепр и проявленные при этом мужество и героизм» гвардии старшина Иван Кирик посмертно был удостоен высокого звания Героя Советского Союза. Также посмертно был награждён орденом Ленина. Навечно зачислен в списки личного состава отделения милиции, в котором служил.
Память
- В ноябре 2013 года на здании ОМВД по Басманному району Москвы по адресу ул. Новая Басманная, д. 33 была установлена мемориальная табличка в честь Ивана Кирика[3].